# 威爾明頓 (印地安納州)
威爾明頓（英語：Wilmington）是位於美國印地安納州迪爾伯恩縣的一個非建制地區。該地的面積和人口皆未知。

## 地理
威爾明頓的座標為39°03′45″N 84°56′48″W / 39.06250°N 84.94667°W，而該地的平均海拔高度為242米（即794英尺）。